# Succotash

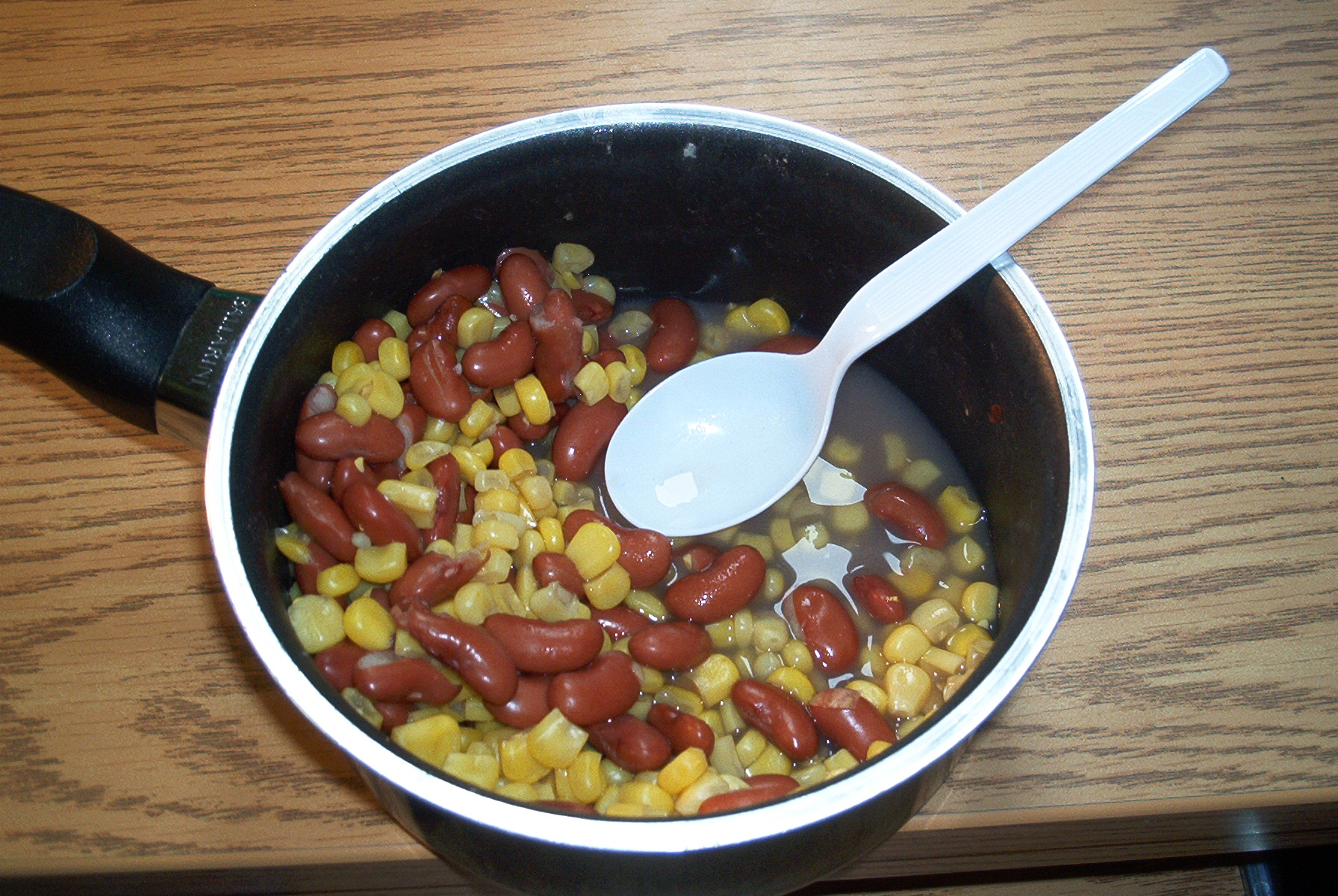

Succotash – danie podawane w Stanach Zjednoczonych na Święto Dziękczynienia. W najprostszej wersji jest to kukurydza z fasolą.